# 泗水町
泗水町（しすいまち）は、熊本県菊池郡にあった町である。
2005年3月22日、菊池市および菊池郡七城町、旭志村と新設合併し、新市制による菊池市となった。

## 地理
熊本市から北北東へ約15km、熊本県の中央よりやや北部に位置した。
『泗水』の由来は、町内を流れる合志川に鞍岳川、矢護川、若木川、小原川の4本の支流が合流することと、1889年（明治22年）の前身の泗水村成立当時は合志郡であったことから、合志と孔子を掛け、孔子生誕の地とされる中国山東省泗水県に因んだことによる。

## 沿革
- 1889年（明治22年）4月1日 - 町村制施行により、吉富村、豊水村、福本村、永村、富納村、住吉村が合併し泗水村が成立。
- 1955年（昭和30年）4月1日 - 菊池郡田島村、泗水村と七城村の一部と合併し、新村制による泗水村が発足。
- 1961年（昭和36年）4月1日 - 泗水村が町制施行し、泗水町となる。
- 1990年（平成2年）3月1日 - 菊池郡旭志村と境界変更。
- 1992年（平成4年）6月1日 - 菊池郡西合志町と境界変更。
- 1992年（平成4年）12月1日 - 菊池郡西合志町と境界変更。
- 1993年（平成5年）4月1日 - 鹿本郡植木町と境界変更。
- 1997年（平成9年）6月1日 - 菊池郡旭志村と境界変更。
- 1997年（平成9年）9月1日 - 菊池郡西合志町と境界変更。
- 1999年（平成11年）9月1日 - 菊池郡合志町と境界変更。
- 2005年（平成17年）3月22日 - 菊池市、菊池郡七城町・旭志村と合併し、菊池市となる。

## 教育
高等学校
- 熊本県立菊池農業高等学校

中学校
- 泗水町立泗水中学校（現・菊池市立泗水中学校）

小学校
- 泗水町立泗水小学校（現・菊池市立泗水小学校）
- 泗水町立泗水西小学校（現・菊池市立泗水西小学校）
- 泗水町立泗水東小学校（現・菊池市立泗水東小学校）

## 経済

### 産業
米作、タバコ栽培、養鶏、酪農、施設園芸など、農業が主。

## 交通
- 最寄り空港は熊本空港。
- 最寄り鉄道駅は熊本電気鉄道菊池線御代志駅。かつては同線が町内を通り高江駅と泗水駅が設置されていたが、町内区間は1986年に廃止された。

### バス
- 熊本電気鉄道

### 道路
一般国道
- 国道387号

道の駅
- 泗水

## 出身著名人
- 内田守（医師）
- 山本光将（元プロ野球選手）
- 八方山主計（元大相撲力士）
- 宮本誠二（化学及血清療法研究所元代表）
- ささき文江（作詞家）
- 井上瑠夏（アイドル＜SKE48＞）